# Пјопа (Модена)
Пјопа је насеље у Италији у округу Модена, региону Емилија-Ромања.
Према процени из 2011. у насељу је живело 312 становника. Насеље се налази на надморској висини од 38 м.